# Oxytropis viae-amicitiae
Oxytropis viae-amicitiae är en ärtväxtart som beskrevs av I.T. Vassilczenko. Oxytropis viae-amicitiae ingår i släktet klovedlar, och familjen ärtväxter. Inga underarter finns listade i Catalogue of Life.